# Поющая чаша
Поющая чаша, тибетская или гималайская чаша; в Японии именуется рин или рэй (яп. 鈴) — ударный и фрикционный музыкальный инструмент в виде металлической чаши, по которой ударяют колотушкой или водят специальной палочкой-стиком.
Древний музыкальный инструмент, использовавшийся по всей Азии как часть религиозных традиций бон и тантрического буддизма. В наши дни, кроме традиционного религиозного применения, поющие чаши используются повсеместно как инструмент для медитаций, релаксации, различных медицинских практик, связанных с биоритмами, в йоге.

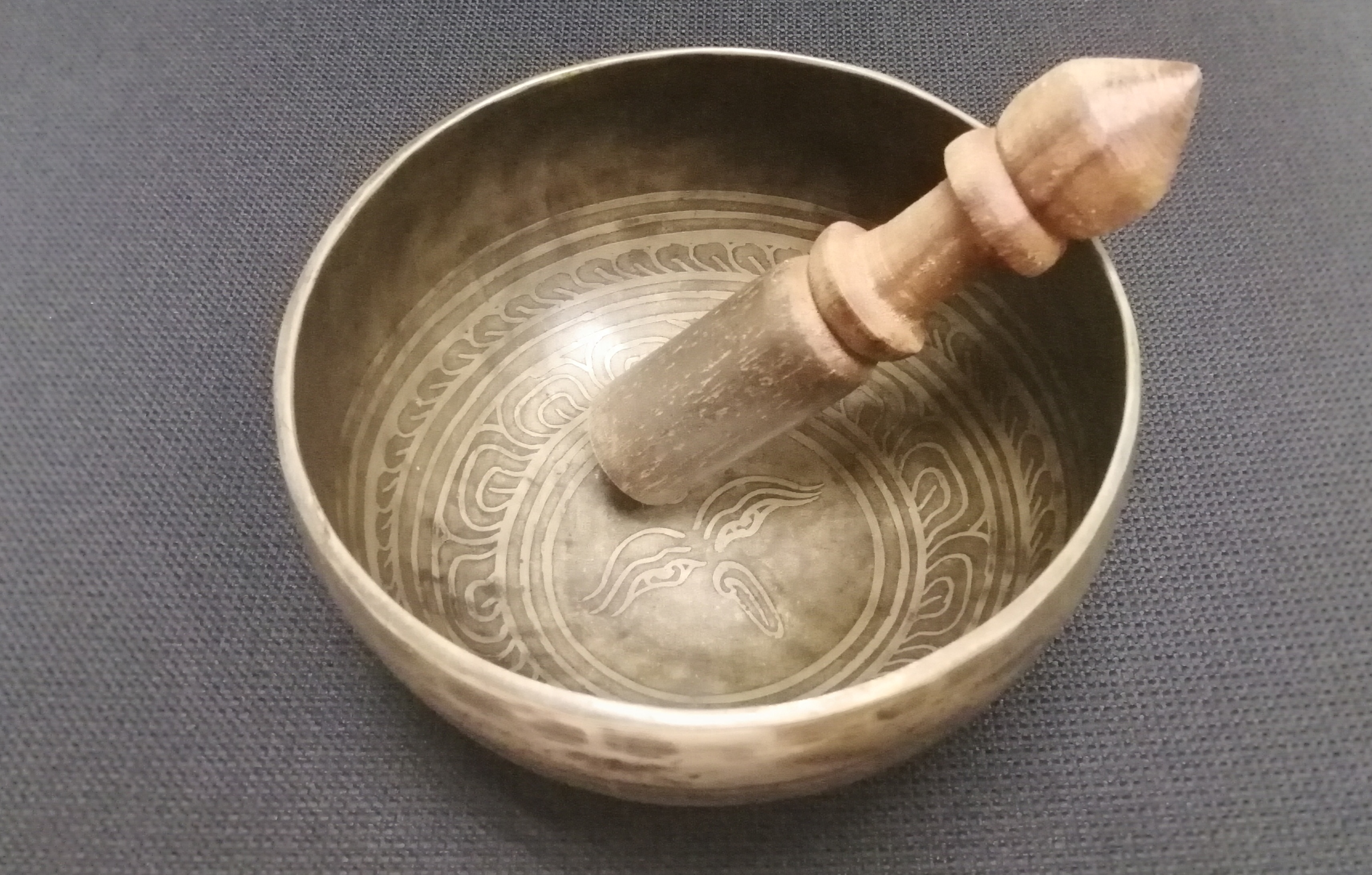
Поющая чаша со стиком
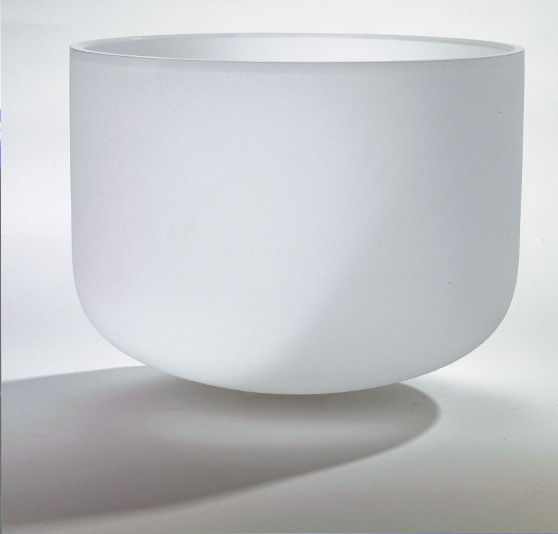
Современная поющая чаша из кварца

## История
Исторически поющие чаши делались в Тибете, Непале, Индии, Бутане, Китае, Японии и Корее. В последнее время основное производство находится в Гималайском регионе и чаще всего выпускается под названием «тибетские поющие чаши».
Письменных источников, описывающих использование чаш в древности, до сих пор не найдено, однако существует немало изображений и скульптур, в которых фигурирует этот музыкальный инструмент. В частных коллекциях встречаются чаши X—XII веков, однако первые чаши могли появиться гораздо раньше — бронзовые колокола в Азии, например, начали производить приблизительно в IX веке до н. э.

### Древние поющие чаши
Традиционно древние поющие чаши делались из сплава пяти металлов, известного в индуизме как панчалоха и имеющего сакральное значение для стран Гималаев. Основой была медь, с добавлением олова, цинка, железа и других металлов, чаще всего золота, серебра или никеля. Фактически получалась литая бронза или латунь, облагороженная драгоценным металлом. Однако, по мнению некоторых коллекционеров, в действительности используемый сплав не был стандартным, и чаши делались из самых разнообразных компонентов, от 3 до 12 различных металлов.
Уникальность древних поющих чаш состоит в том, что одновременно звучат несколько гармонических обертонов. Это связано с тем, что чаши делаются из сплава нескольких металлов, каждый из которых звучит на собственной «волне». Несмотря на то, что традиционные техники изготовления поющих чаш считаются утерянными, из разных уголков Непала всё ещё поставляются чаши, сделанные традиционной ручной ковкой. Правда, качество сплава заметно хуже, чем у древних чаш, да и считается, что сам процесс старения облагораживает звук, делает его более тёплым и мягким.
Древние поющие чаши нередко украшались абстрактными узорами, орнаментами, как по краю чаши, так и на её дне.
Как и любой антиквариат, древние поющие чаши являются предметом коллекционирования, однако ценность им придаёт не только их возраст, но и музыкальные качества.

### Современные поющие чаши
В наши дни производство поющих чаш находится на подъёме и качество их растёт. В связи с тем, что поющие чаши всё чаще покупают как сувениры, их стали украшать популярными религиозными символами и различными спиритуальными мотивами. Классикой являются буддийские мантры, такие как Ом мани падме хум, индуистская Аштамангала и изображения Будды.
Современные поющие чаши делаются из бронзы, но без добавления редких и драгоценных металлов, что сказывается на звучании. Самыми распространёнными являются чаши из Непала и севера Индии, однако Япония с Кореей тоже производят чаши высокого качества, хотя они меньше направлены на экспорт.
В отличие от чаш ручной работы, которые ещё могут тягаться с древними образцами, поющие чаши, сделанные машинным способом, имеют довольно плохие музыкальные показатели, всё их звучание ограничивается двумя гармоническими обертонами, что слишком мало для требовательных музыкантов.

## Использование

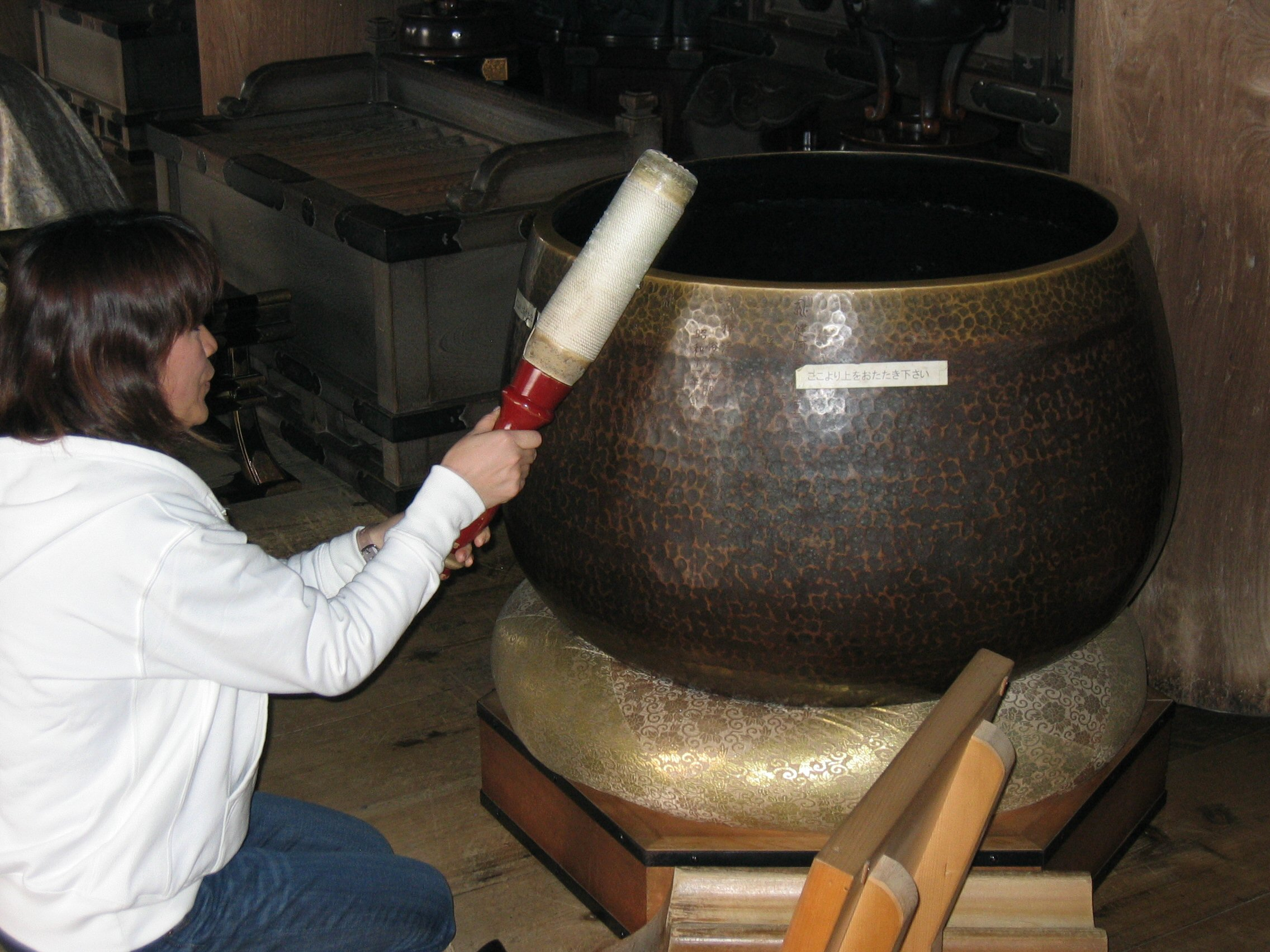
Большая чаша в храме японского города Киото

В буддийской практике поющие чаши используются как вспомогательный инструмент для медитаций, молитв и погружения в транс. Китайские буддисты, к примеру, используют чаши вместе с моктаком (разновидность деревянной коробочки) во время песнопений, ударяя в чашу в момент пения определённой фразы в сутре, мантре или гимне. В Японии и Вьетнаме кроме этого при помощи чаш отмеряют время в процессе молитвы или сигнализируют перемену деятельности.
Игра на поющих чашах представляет собой неторопливое вождение деревянного или иногда пластикового песта (стика) по краям чаши, в результате трения рождается продолжительный, «поющий» звук, наполненный обертонами.примеро файле От качества изготовления чаши напрямую зависит «наполненность» звука гармоническими обертонами. Варьируя силу нажатия стика на края чаши или вес стика, можно получить разные тональности. Второй вариант игры на поющих чашах — несильный удар обёрнутого замшей стика, рождающий тёплый звук, похожий на звон колокольчика. примеро файле

### В музыке
Основное распространение поющие чаши получили в этнической музыке и музыке нью-эйдж, во многом благодаря этим стилям они и стали популярны. Теперь же чаши стали использоваться в самых разных стилях, от эмбиента до неоклассики и рок-музыки.